# Assimilation (fonetik)
 For alternative betydninger, se Assimilation (flertydig). (Se også artikler, som begynder med Assimilation)
Assimilation betegner inden for fonetikken det fænomen, at to sproglyde påvirker hinanden indbyrdes, så de tilnærmes med hensyn til artikulation, fx når /b/ i "hindbær" påvirker det forudgående /n/, så det udtales [m].
| Sprog | Spire Denne artikel om sprog er en spire som bør udbygges. Du er velkommen til at hjælpe Wikipedia ved at udvide den. |